# Tyrolen
Tyrolen (tyska Tirol [tiˈʁoːl]
 ( lyssna)), är en region i Centraleuropa i västra Österrike och norra Italien. Namnet kommer ursprungligen från Tirols slott i orten Tirolo nära Merano, som under medeltiden var säte för grevarna av Grevskapet Tyrolen. Tyrolen var från slutet av 1300-talet fram till början av 1900-talet under huset Habsburgs styre men delades efter första världskriget upp i förbundslandet Tyrolen i Österrike och italienska Sydtyrolen, idag en del av den italienska autonoma regionen Trentino-Alto Adige. De olika delarna som tillsammans utgör Tyrolen samarbetar genom Europaregionen Tirol-Südtirol/Alto Adige-Trentino, en egen juridisk person.

## Tyrolens delning
Tyrolen splittrades 1919 då södra delen, Südtirol och Welschtirol (idag Trentino-Alto Adige), som en följd av första världskriget och upplösningen av Österrike-Ungern, tillföll Italien, medan Nordtirol och Osttirol (idag förbundslandet Tyrolen), fortsatte att vara en del av Österrike. Senare försök att återförena det tysktalande Sydtyrolen med övriga Tyrolen, framförallt åren efter andra världskriget, har misslyckats. 

## Geografi
| Rank | kommun                  | Invånare | Area (km²) | Befolkningstäthet |
| ---- | ----------------------- | -------- | ---------- | ----------------- |
| 1    | Innsbruck               | 132 236  |            |                   |
| 2    | Trento                  | 117 417  |            |                   |
| 3    | Bolzano                 | 106 951  |            |                   |
| 4    | Merano                  | 40 047   |            |                   |
| 5    | Rovereto                | 39 482   |            |                   |
| 6    | Brixen                  | 21 688   |            |                   |
| 7    | Pergine Valsugana       | 21 363   |            |                   |
| 8    | Kufstein                | 18 973   |            |                   |
| 9    | Laives                  | 17 780   |            |                   |
| 10   | Arco                    | 17 588   |            |                   |
| 11   | Riva del Garda          | 17 190   |            |                   |
| 12   | Bruneck                 | 16 356   |            |                   |
| 13   | Telfs                   | 15 582   |            |                   |
| 14   | Eppan an der Weinstraße | 14 900   |            |                   |
| 15   | Hall in Tirol           | 13 801   |            |                   |
| 16   | Schwaz                  | 13 606   |            |                   |
| 17   | Wörgl                   | 13 537   |            |                   |
| 18   | Lana                    | 12 046   |            |                   |
| 19   | Lienz                   | 11 945   |            |                   |
| 20   | Imst                    | 10 371   |            |                   |

## Tyrolens historia

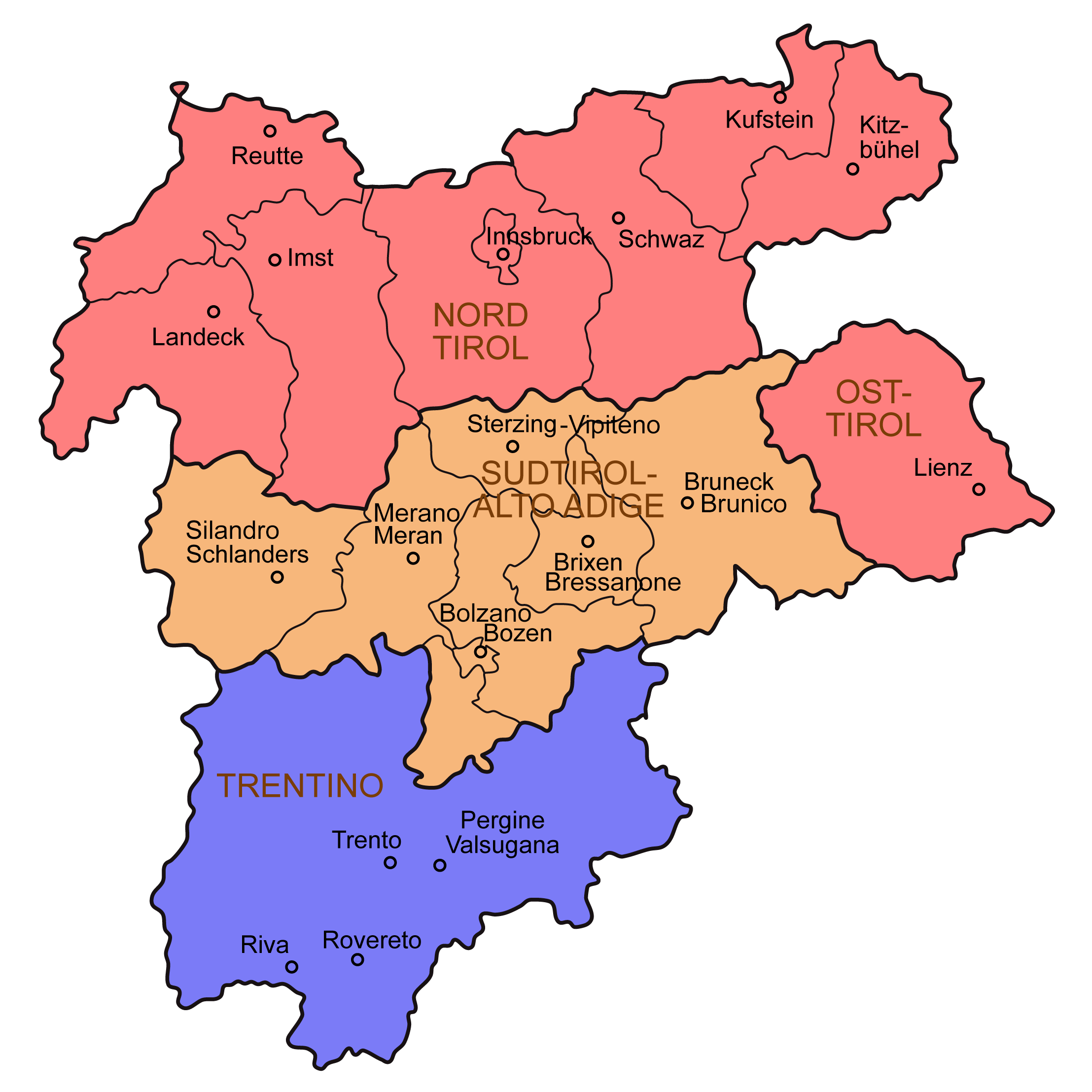
Europaregionen Tirol-Südtirol/Alto Adige-Trentino.

### Uppror i Tyrolen
1809 skedde ett uppror, Tiroler Volksaufstand, mot den bayerska politiken i Tyrolen. Upproret leddes av Andreas Hofer, Josef Speckbacher och prästen Joachim Haspinger. 1814 kom Tyrolen tillbaka till Österrike och huset Habsburg. Tyrolen hamnade senare under italienskt och franskt styre.

### Tyrolens vapen

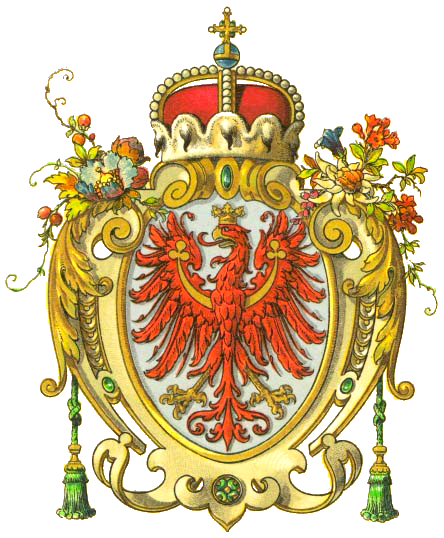
Vapen för det österrikiska kronlandet furstliga grevskapet Tyrolen.
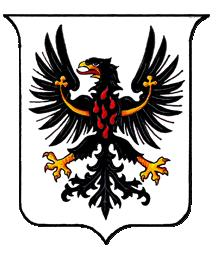
Vapen för furstbiskopdömet Trient eller Trento.
Vapen för furstbiskopdömet Brixen eller Bressanone. Furstbiskopen betraktade sig inte som landsfurstens (den habsburgske monarken som greve av Tyrolen), undersåte, utan landsfursten var biskoparnas beskyddare och dessa hade med honom ingått ett frivilligt skyddsförbund. Han var också länsherre för vissa av deras världsliga besittningar.[1]
Vapen för det nuvarande österrikiska förbundslandet Tyrolen.
Vapen för den nuvarande italienska autonoma provinsen Sydtyrolen.
Vapen för den nuvarande italienska autonoma provinsen Trentino, det tidigare Welschtirol.

### Tyrolens regenter
Grevar av Tyrolen
- Albert
- 1028-1140 Albrekt I
- 1140-1165 Albrekt II, från 1141 greve av Tyrolen
- 1165-1180 Berthold, från 1141 greve av Tyrolen
- 1180-1190 Henrik I
- 1202-1253 Albrekt III

Grevar av Görz-Tyrolen
- 1253-1258 Meinhard I
- 1257-1295 Meinhard II
- 1295-1310 Otto
- 1310-1335 Henrik II
- 1335-1363 Margareta

Huset Luxemburg
- 1335-1341 Johan Henrik

Huset Wittelsbach
- 1341-1361 Ludvig V
- 1361-1363 Meinhard III

Huset Habsburg
- 1363-1365 Rudolf IV
- 1365-1386 Leopold III
- 1386-1395 Albrekt III
- 1386-1406 Vilhelm

Habsburg
Äldre Tyrolenlinjen
- 1402-1439 Fredrik IV
- 1439-1490 Siegmund

Ferdinand II av Tyrolen och habsburgska ståthållare
- 1564-1595 Ferdinand II av Tyrolen
- 1602-1618 Maximilian III av Habsburg, ståthållare

Yngre Tyrolenlinjen
- 1619-1632 Leopold V av Habsburg, ståthållare, från 1626 landsfurste
- 1646-1662 Ferdinand Karl
- 1663-1665 Sigismund Franz